# Джейнсвілл (Каліфорнія)
Джейнсвілл (англ. Janesville) — переписна місцевість (CDP) в США, в окрузі Лассен штату Каліфорнія. Населення — 2461 особа (2020).

## Географія
Джейнсвілл розташований за координатами 40°16′27″ пн. ш. 120°32′56″ зх. д. / 40.27417° пн. ш. 120.54889° зх. д. (40.274162, -120.548906).  За даними Бюро перепису населення США в 2010 році переписна місцевість мала площу 34,19 км², з яких 34,15 км² — суходіл та 0,03 км² — водойми.

## Демографія
Згідно з переписом 2010 року, у переписній місцевості мешкало 1408 осіб у 535 домогосподарствах у складі 415 родин. Густота населення становила 41 особа/км².  Було 615 помешкань (18/км²).
Расовий склад населення:
| - 91,1 % — білих - 2,3 % — корінних американців - 0,9 % — чорних або афроамериканців - 0,8 % — азіатів - 0,2 % — вихідців з тихоокеанських островів - 1,9 % — осіб інших рас |

До двох чи більше рас належало 2,8 %. Частка іспаномовних становила 8,4 % від усіх жителів.
За віковим діапазоном населення розподілялося таким чином: 24,4 % — особи молодші 18 років, 61,7 % — особи у віці 18—64 років, 13,9 % — особи у віці 65 років та старші. Медіана віку мешканця становила 45,0 року. На 100 осіб жіночої статі у переписній місцевості припадало 106,1 чоловіків;  на 100 жінок у віці від 18 років та старших — 104,6 чоловіків також старших 18 років.
Середній дохід на одне домашнє господарство  становив 92 110 доларів США (медіана — 73 611), а середній дохід на одну сім'ю — 94 127 доларів (медіана — 73 222). За межею бідності перебувало 6,0 % осіб, у тому числі 2,7 % дітей у віці до 18 років та 0,0 % осіб у віці 65 років та старших.
Цивільне працевлаштоване населення становило 535 осіб. Основні галузі зайнятості: публічна адміністрація — 44,7 %, освіта, охорона здоров'я та соціальна допомога — 17,0 %, роздрібна торгівля — 9,0 %, будівництво — 6,7 %.